# Kardiótissa (île)
Pour les articles homonymes, voir Kardiótissa.
Kardiótissa (grec moderne : Καρδιώτισσα) est un îlôt grec inhabité situé entre Folégandros et Síkinos, dans les Cyclades à environ 2,7 km de la pointe sud-ouest de Sikinos, à laquelle il appartient également administrativement.

## Histoire
En 1700, l'explorateur français Joseph Pitton de Tournefort la décrit  comme une île solitaire et déserte sur laquelle se trouve une petite église. Il suppose qu'il s'agit de l'île de Lagousa (Λάγουσα) mentionnée par Strabon.
En 1771, le Holllandais Pasch van Krienen rapporte qu'un seul berger vit avec son troupeau sur l'île appelée Kardia. À la pointe nord, il mentionne une tour en ruine.
En 1888, Alkiviadis Charilaos mentionne l'église de Theotokou Kardiotissis (Θεοτόκου Καρδιωτίσσης, de la Mère de Dieu Kardiótissa) dont l'île tire son nom moderne.

## Statut
L'île fait partie du réseau Natura 2000 (une zone de 74.43 km² intitulée Folegandros Est jusqu'à Sikinos Ouest (Φολέγανδρος ανατολική μέχρι δυτική Σίκινο) GR 4220004, ainsi que de la zone importante pour la conservation des oiseaux GR 157 Ios, Sikinos, groupe d'îles Folegandro  (190 km² ).